# Chris Thomas King
Chris Thomas King, född 14 oktober 1964 i Baton Rouge, Louisiana, är en amerikansk bluesmusiker. 
King är son till bluesmusikern Tabby Thomas. Hans debutalbum The Beginning gavs ut 1986 av skivbolaget Arhoolie. Med albumet 21st Century Blues... From Da 'Hood (1995) uppmärksammades han för sitt sätt att blanda traditionell blues med hiphop. Det var först efter detta album han lade till "King" till sitt namn, innan dess hade han gått under sitt födelsenamn Chris Thomas.
Genombrottet för King kom med bröderna Coen-filmen O Brother, Where Art Thou? från 2000. Han spelade i filmen rollen som deltablueslegendaren Tommy Johnson och spelade in en cover på Skip James "Hard Time Killing Floor Blues" till filmens soundtrack, vilket vann en Grammy för årets album. Som skådespelare har King även gestaltat Blind Willie Johnson i The Soul of a Man (2003) och Lowell Fulson i Ray (2004).
Kings album The Legend of Tommy Johnson, Act 1: Genesis 1900's-1990's (2001) och Rise (2006) nådde båda topp 20 på Billboards bluesalbumlista.

## Diskografi
- 1986 – The Beginning
- 1990 – Cry of the Prophets
- 1993 – Simple
- 1995 – 21st Century Blues... From Da 'Hood
- 1997 – Chris Thomas King
- 1998 – Red Mud
- 2000 – Me, My Guitar and the Blues
- 2001 – It's a Cold Ass World: The Beginning
- 2001 – The Legend of Tommy Johnson, Act 1: Genesis 1900's-1990's
- 2002 – Dirty South Hip-Hop Blues
- 2002 – A Young Man's Blues
- 2003 – Along the Blues Highway (med Blind Mississippi Morris)
- 2004 – Why My Guitar Screams & Moans
- 2005 – Red Mud Sessions
- 2006 – Rise